# Catalina Palacios
Catalina Isabel Palacios Galindo (née le 16 février 1980 à Santiago du Chili), est une actrice, chanteuse et animatrice de télévision chilienne.

## Télévision

### Émissions de télévision
- 2002-2003 : Mekano (Mega) : Concurrent
- 2004-2006 : Zoolo TV (Mega) : Animatrice
- 2004: Cuento Contigo (Mega) : Animatrice
- 2005: Código F.A.M.A (Mega) : Animatrice
- 2005-2006 : Entretemundo (Mega) : Animatrice
- 2007 : El baile en TVN 3 (TVN Chili) : Concurrent
- 2007-2011 : Yingo (Chilevisión) : Animatrice
- 2008 : Sin vergüenza (Chilevisión) : Animatrice
- 2008 : Teatro en Chilevisión (Chilevisión) : Actrice/Photographer
- 2011 : Festival de Viña del Mar (Chilevisión) : Animatrice backstage
- 2011 : Fiebre de Baile IV (Chilevisión) : Concurrent
- 2012 : Tu cara me suena (Mega) : Concurrent
- 2013 : SaV (Mega) : Concurrent
- 2013-2015 : Jugados (TVN) : Elle-même (Invitée)
- 2013-2015 : Mujeres Primero (La Red) : Elle-même (Invitée)

### Séries
- 2003 : Amores urbanos (Mega) : Isidora
- 2004-2005 : Bakán (Mega) : Rocío
- 2005-2006 : Magi-K (Mega) : Isidora
- 2010 : Don Diablo (Chilevisión) : Blanca
- 2011 : Vampiras (Chilevisión) : Tabata Romanó (Antagoniste)

## Discographie
- 2005 : Magi-K
- 2006 : Eclipse
- 2010 : Kata
- 2013 : Déjate llevar